# James F. Wilson
James F. Wilson (Newark, 1828. október 19. – Fairfield, 1895. április 22.) az Amerikai Egyesült Államok szenátora (Iowa, 1883–1895).